# Alandroal
Alandroal ist eine Kleinstadt (Vila) und ein Kreis (Concelho) in Portugal mit 5014 Einwohnern (Stand 19. April 2021)..

## Geschichte
Der Ritterorden von Avis errichtete hier im Jahr 1298 eine Burg, auf Geheiß Königs D.Dinis. Die in der Folge entstandene Ortschaft erhielt den Namen Alandroal, vermutlich zurückgehend auf einen hiesigen Oleandergarten (port.: Alandroal) der Ordensbrüder von Avis. Der Ort erhielt das Stadtrecht (Foral) im Jahre 1486 von König D.João II. König D.Manuel I. erneuerte die Stadtrechte im Jahr 1514 im Zuge seiner Verwaltungsreformen.
Der Ort erlitt einige Zerstörungen beim Erdbeben von Lissabon 1755. In der Folge wurden eine Reihe Gebäude neu errichtet, darunter das Rathaus.

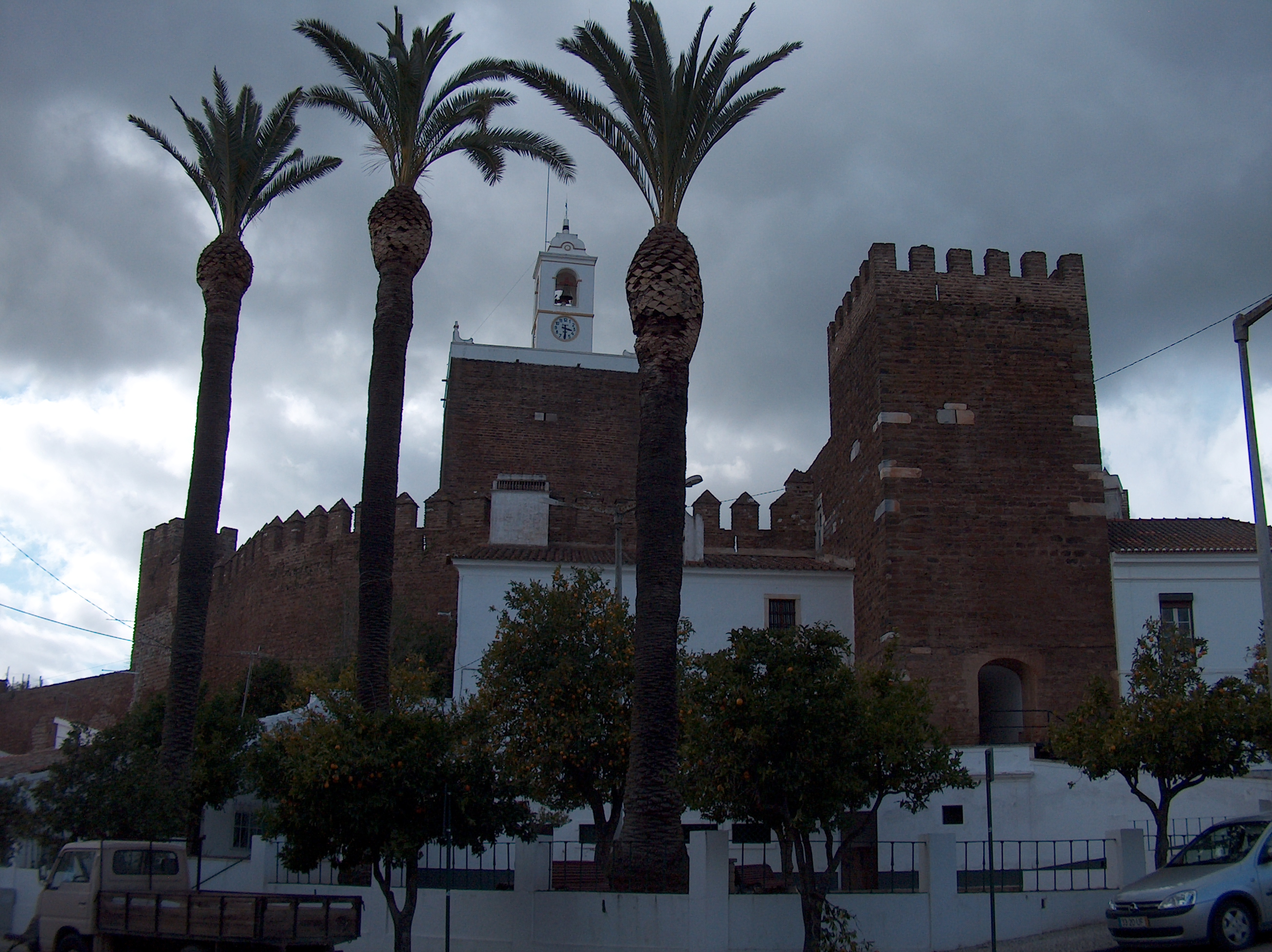
Die Burg Castelo de Alandroal

## Kultur und Sehenswürdigkeiten
Neben zwei Steinbrunnenanlagen, der Festung und einigen historischen öffentlichen Gebäuden zählen vor allem eine Reihe Sakralbauten zu den Baudenkmälern in Alandroal, darunter die auf eine 1320 errichtete gotische Kirche zurückgehende Gemeindekirche Igreja Matriz do Alandroal Die auch als Igreja de Nossa Senhora da Conceição geführte, im 16. Jahrhundert neugebaute, einschiffige Kirche zeigt Elemente der Manuelinik und des Barock. Auch der historische Ortskern als Ganzes steht unter Denkmalschutz.
Neben der Burg von Alandroal existieren weitere Befestigungsanlagen im Kreis, etwa in Terena.

## Verwaltung

### Kreis
Alandroal ist Sitz eines gleichnamigen Kreises, der im Osten an Spanien grenzt. Die Nachbarkreise sind (im Uhrzeigersinn im Norden beginnend): Vila Viçosa, Mourão, Reguengos de Monsaraz sowie Redondo.
Im Zuge der Gebietsreform in Portugal am 29. September 2013 wurden die Gemeinden Alandroal (Nossa Senhora da Conceição), São Brás dos Matos (Mina do Bugalho) und Juromenha (Nossa Senhora do Loreto) zu einer neuen Gemeinde zusammengefasst, so dass sich die Gesamtzahl der Kreisgemeinden von sechs auf vier verringerte.
Die folgenden Gemeinden (Freguesias) liegen im Kreis Alandroal:

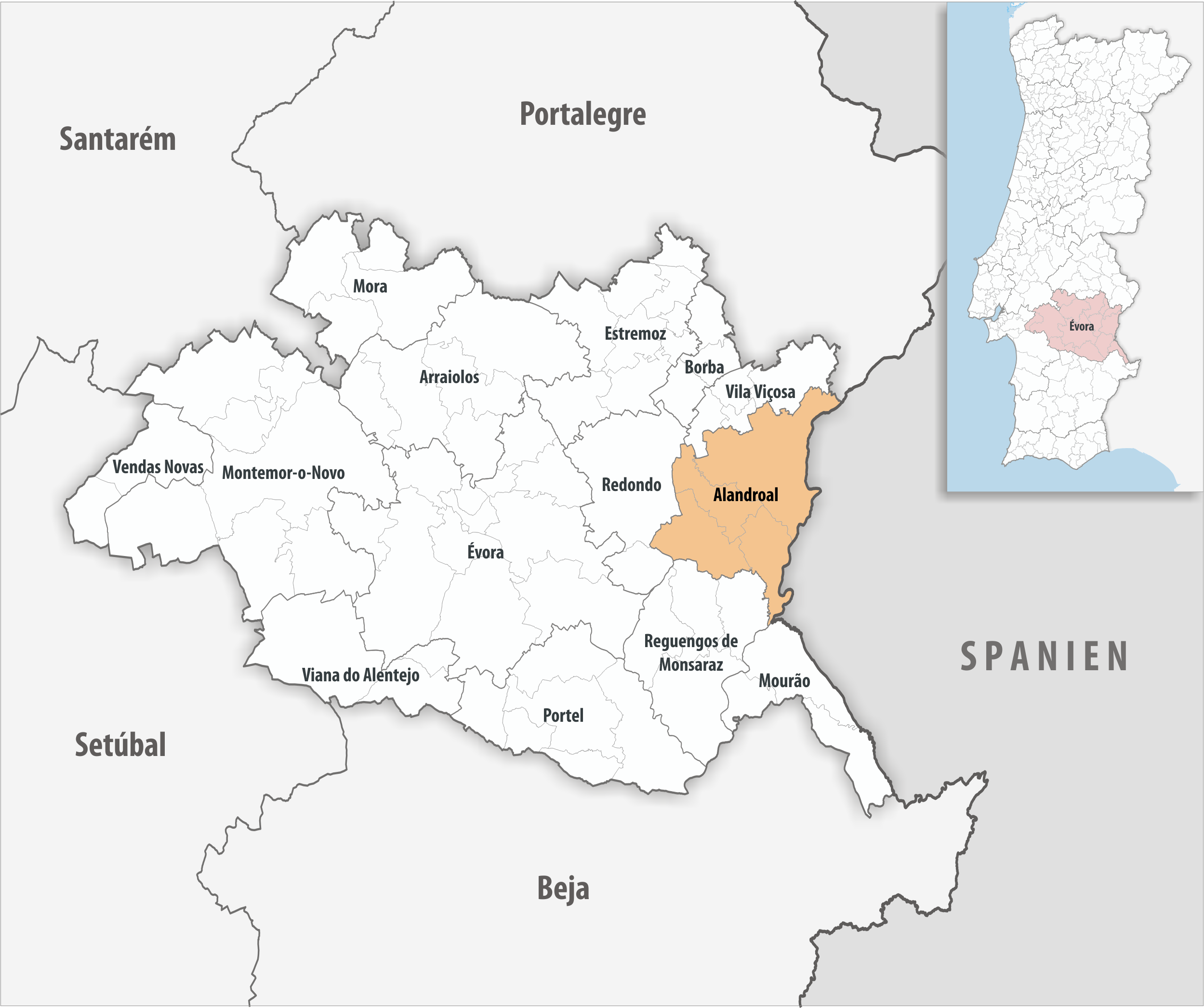
Kreis Alandroal

| Gemeinde                                  | Einwohner (2021) | Fläche km² | Dichte Einw./km² | LAU- Code |
| ----------------------------------------- | ---------------- | ---------- | ---------------- | --------- |
| Alandroal, São Brás dos Matos e Juromenha | 2.055            | 259,58     | 8                | 070107    |
| Capelins                                  | 398              | 87,14      | 5                | 070104    |
| Santiago Maior                            | 1.881            | 112,99     | 17               | 070103    |
| Terena                                    | 680              | 82,97      | 8                | 070105    |
| Kreis Alandroal                           | 5.014            | 542,68     | 9                | 0701      |

### Bevölkerungsentwicklung
| Einwohnerzahl im Kreis Alandroal (1801–2011) | Einwohnerzahl im Kreis Alandroal (1801–2011) | Einwohnerzahl im Kreis Alandroal (1801–2011) | Einwohnerzahl im Kreis Alandroal (1801–2011) | Einwohnerzahl im Kreis Alandroal (1801–2011) | Einwohnerzahl im Kreis Alandroal (1801–2011) | Einwohnerzahl im Kreis Alandroal (1801–2011) | Einwohnerzahl im Kreis Alandroal (1801–2011) | Einwohnerzahl im Kreis Alandroal (1801–2011) | Einwohnerzahl im Kreis Alandroal (1801–2011) |
| -------------------------------------------- | -------------------------------------------- | -------------------------------------------- | -------------------------------------------- | -------------------------------------------- | -------------------------------------------- | -------------------------------------------- | -------------------------------------------- | -------------------------------------------- | -------------------------------------------- |
| 1801                                         | 1849                                         | 1900                                         | 1930                                         | 1960                                         | 1981                                         | 1991                                         | 2001                                         | 2011                                         |                                              |
| 1541                                         | 4651                                         | 7493                                         | 10444                                        | 12089                                        | 8124                                         | 7347                                         | 6585                                         | 5928                                         |                                              |

### Kommunaler Feiertag
- Ostermontag

### Städtepartnerschaften
- Kap Verde: Santa Cruz, Insel Santiago
- Kuba: Regla, Provinz Havanna
- Brasilien: Jerumenha, Bundesstaat Piauí
- Brasilien: Curitiba, Bundesstaat Paraná
- Spanien: Olivença (Kooperationsabkommen seit dem 21. Februar 2013)[8]

## Söhne und Töchter der Stadt
- Diogo Lopes de Sequeira (1465–1530), portugiesischer Seefahrer und Entdecker
- João Lopes de Sequeira (* 1480, † zwischen 1529 und 1544), Seefahrer, Gründer der Fortaleza de Santa Cruz do Cabo de Gué, aus der Agadir entstand
- Gomes Freire de Andrade, Graf von Bobadela (1685–1763), adliger Militär und Kolonialverwalter, erster Graf von Bobadela

Der schweizerisch-amerikanische Maler Michael Biberstein (1948–2013) starb hier.